# Meurtres de Sylvie Trémouille et Daniel Buffière
Le double meurtre de Sylvie Trémouille et Daniel Buffière a lieu le 2 septembre 2004 à Saussignac. L'homicide, perpétré par Claude Duviau, survient lors d'un contrôle de routine d'agents de l'Inspection du travail, de l'emploi et de la politique sociale agricole et de la Mutualité sociale agricole de la Dordogne d'une exploitation agricole à Saussignac.
C'est la première fois que des agents de contrôle sont tués en mission depuis la création de l'inspection du travail.

## Protagonistes
Sylvie Trémouille est contrôleuse à l'Inspection du travail, de l'emploi et de la politique sociale agricole. Daniel Buffière est responsable du service contrôle de la Mutualité sociale agricole.
Le meurtrier, Claude Duviau, est un agriculteur, ancien militaire et ancien assureur. Proche de la Coordination rurale, il exploite une ferme produisant des prunes, de la vigne et des cerises. Il emploie des travailleurs étrangers sans papier mais son exploitation n'est plus rentable financièrement. Il est placé en liquidation judiciaire.

## Déroulement
Le 2 septembre 2004, les deux inspecteurs réalisent des contrôles dans le département. Ils repèrent la ferme de Claude Duviau et interrogent les saisonniers au travail, après avoir contrôlé leurs identités. Ils poursuivent le contrôle auprès de l'agriculteur, ayant remarqué que, « sur les onze travailleurs contrôlés, trois sont salariés d’un prestataire de services ». Le ton monte au cours des échanges et, prétextant aller chercher des documents dans les bâtiments, Claude Duviau sort avec une arme à feu.  
L'agriculteur tue alors les victimes à coups de fusil. Daniel Buffière est tué presque à bout portant, de face, Sylvie Trémouille est abattue d'une balle dans le dos alors qu'elle tente de lui échapper. Elle meurt presque sur le coup, Daniel Buffière décède lui quelques heures plus tard.  
L'agriculteur tente ensuite de se suicider en retournant son fusil contre lui, mais ne meurt pas. Il est blessé à la mâchoire et perd un bout de menton. 

## Procès et obsèques
Les obsèques des deux victimes ont eu lieu le 7 septembre 2004. Un millier de personnes assistent à chacun des enterrements. Sylvie Trémouille est enterrée à Azerat et Daniel Buffière à Bassillac. Les ministres Jean-Louis Borloo, Hervé Gaymard, Gérard Larcher et Frédéric de Saint-Sernin sont présents à ces cérémonies.
Le procès du meurtrier a lieu du 5 mars au 9 mars 2007 à la cour d'assises de Périgueux. Claude Duviau est condamné à une peine de 30 ans de réclusion criminelle pour meurtre. Il meurt d'un infarctus en prison le 20 janvier 2016.

## Conséquences et réactions politiques
De nombreuses manifestations d'inspecteurs du travail et de travailleurs sociaux ont lieu dans les jours qui suivent ce double meurtre ; le crime provoque de fortes réactions parmi la profession. certains contrôleurs « reprochent le manque de réaction officielle, rapide et forte des ministères du Travail et de l’Agriculture ». 
Pour Gérard Filoche, les deux inspecteurs ont été « assassinés » « froidement et avec préméditation ». C'est la première fois que des agents d'administration chargés de faire respecter le droit du travail sont tués en mission, depuis la création de l'inspection du travail en 1892,.
Des associations comme Acrimed reprochent le traitement du double meurtre, considéré comme partial.
Une stèle en l'honneur des deux victimes est inaugurée le 2 septembre 2005 au cours d'une cérémonie du souvenir à Périgueux, en présence des ministres Dominique Bussereau et Gérard Larcher. 20 ans après les faits, des manifestations en hommage aux victimes sont organisées par l'intersyndicale de l'inspection du travail.